# GFF Elite League 2019
La GFF Elite League 2019 fue la edición número 18 de la GFF Elite League, la competición deportiva de Guyana. Participan 10 equipos en la cuarta temporada de la Elite League. El Fruta Conquerors FC fue el campeón defensor. La temporada comenzó el 15 de marzo y culminó el 27 de mayo.

## Equipos participantes
| Pos.   | Equipo                  | Fundación             | Ciudad     | Región                             | Estadio                               | Capacidad |
| ------ | ----------------------- | --------------------- | ---------- | ---------------------------------- | ------------------------------------- | --------- |
| 1      | Fruta Conquerors FC     | 14 de febrero de 1982 | Georgetown | Demerara-Mahaica                   | Estadio de Fútbol de Georgetown       | 2 000     |
| 2      | Guyana Defence Force FC | 1985                  | Georgetown | Demerara-Mahaica                   | Guyana Defence Force Ground           | 1 000     |
| 3      | Den Amstel FC           | -                     | Leonora    | Islas Esequibo-Demerara Occidental | Leonora National Track & Field Center | 5 000     |
| 4      | Western Tigers FC       | 1976                  | Georgetown | Demerara-Mahaica                   | Estadio de Fútbol de Georgetown       | 2 000     |
| 5      | Victoria Kings FC       | 1995                  | Demerara   | Demerara-Mahaica                   | Estadio de Fútbol de Georgetown       | 2 000     |
| 6      | Buxton United FC        | 1995                  | Buxton     | Demerara-Mahaica                   | Campo Comunitario de Buxton           | 2 000     |
| 7      | Milerock FC             | 1972                  | Linden     | Alto Demerara-Berbice              | -                                     | -         |
| 8      | Ann's Grove United FC   | -                     | Georgetown | Demerara-Mahaica                   | Estadio de Fútbol de Georgetown       | 2 000     |
| 1 (SD) | Police FC               | -                     | Georgetown | Demerara-Mahaica                   | Estadio de Fútbol de Georgetown       | 2 000     |
| 2 (SD) | Santos Georgetown       | 1964                  | Georgetown | Demerara-Mahaica                   | Estadio Providence                    | 20 000    |

### Ascensos y descensos
| Pos. | Ascendidos de las Ligas Divisionales 2018 |
| ---- | ----------------------------------------- |
| 1    | Police                                    |
| 2    | Santos Georgetown                         |

| Pos. | Descendidos de la GFF Elite League 2017-18 |
| ---- | ------------------------------------------ |
| 9    | New Amsterdam United                       |
| 10   | Cougars                                    |

## Tabla de posiciones
Actualizado el 3 de junio de 2019
| Pos. | Equipo               | PJ | PG | PE | PP | GF | GC | DG  | Pts | Clasificado a                                 |
| ---- | -------------------- | -- | -- | -- | -- | -- | -- | --- | --- | --------------------------------------------- |
| 1    | Fruta Conquerors (C) | 9  | 9  | 0  | 0  | 43 | 5  | +38 | 27  | Campeón y CONCACAF Caribbean Club Shield 2020 |
| 2    | Western Tigers       | 9  | 6  | 2  | 1  | 21 | 9  | +12 | 20  |                                               |
| 3    | Den Amstel           | 9  | 5  | 2  | 2  | 23 | 13 | +10 | 17  |                                               |
| 4    | Guyana Defence Force | 9  | 4  | 2  | 3  | 14 | 10 | +4  | 14  |                                               |
| 5    | Buxton United FC     | 9  | 3  | 2  | 4  | 9  | 11 | -2  | 11  |                                               |
| 6    | Santos Georgetown    | 9  | 3  | 1  | 5  | 11 | 19 | -8  | 10  |                                               |
| 7    | Police               | 9  | 2  | 2  | 5  | 7  | 12 | -5  | 8   |                                               |
| 8    | Milerock (*)         | 9  | 2  | 3  | 4  | 8  | 16 | -8  | 6   |                                               |
| 9    | Victoria Kings (*)   | 9  | 2  | 1  | 6  | 12 | 29 | -17 | 4   |                                               |
| 10   | Ann's Grove United   | 9  | 1  | 1  | 7  | 2  | 26 | -24 | 4   |                                               |

(*) Se le restaron 3 puntos.

## Resultados
| Fecha 1              | Fecha 1   | Fecha 1            | Fecha 1     |
| -------------------- | --------- | ------------------ | ----------- |
| Local                | Resultado | Visitante          | Fecha       |
| Western Tigers       | 1 — 0     | Milerock           | 15 de marzo |
| Guyana Defence Force | 2 - 0     | Police             | 15 de marzo |
| Victoria Kings       | 1 - 1     | Buxton United      | 17 de marzo |
| Den Amstel           | 5 - 0     | Ann's Grove United | 17 de marzo |
| Fruta Conquerors     | 4 - 0     | Santos             | 27 de marzo |